# Hubertus Blaumeiser
Hubertus Blaumeiser (1954.), njemački svećenik i teolog, crkveni dužnosnik, stručnjak za formaciju svećenika, predavao na Papinskom sveučilištu Gregoriana, savjetnik je u Kongregaciji za katolički odgoj. Djela: Kao što je otac mene ljubio i dr. Akademik je i jedan od vodećih znanstvenih autoriteta na temu Lutera.

## Vanjske poveznice
- (eng.) Claritas - Journal of Dialogue and Culture '“Re-formatio”  The Reformation of the Sixteenth Century and Church Ref' by Hubertus Blaumeiser